# Euthalia eleanor
Euthalia eleanor är en fjärilsart som beskrevs av Hans Fruhstorfer 1898. Euthalia eleanor ingår i släktet Euthalia och familjen praktfjärilar. Inga underarter finns listade i Catalogue of Life.